# Глід кривочашечковий
Глід кривочашечковий (Crataegus calycina Peterm. subsp. curvisepala (Lindm.) Franco, синоніми C. curvisepala, С. kyrtostyla) — вид рослин родини розових. 

## Опис
Дерево 1—4 м заввишки або кущ. Гілки — з пазушними колючками до 1 см завдовжки. Листки зісподу помітно світліші, з розсіяно-коротко-волосистою, з країв волохато-війчастою пластинкою. Нижні
листки плодоносних пагонів суцільні, наступні за ними невиразно трилопатеві, вище — з добре виявленими трьома лопатями, а верхні — 5—7-лопатеві, широко-яйцеподібні до заокруглено-ромбічних. На неплідних пагонах листки лопатеві до роздільних, з дволопатевими нижніми сегментами. Квітки правильні, двостатеві, 1-стовпчикові, 5-пелюсткові, блідо-рожеві або майже білі, зібрані в складний щиток. Плоди яблукоподібні, видовжено-еліпсоїдні або майже циліндричні, трохи запушені, спочатку жовтувато-бурі, пізніше — червонуваті, з одною кісточкою. Цвіте у травні — червні.

## Поширення
Росте на узліссях по всій території України, крім південно-степових районів; у Криму — в горах.
Заготівля і зберігання, хімічний склад, фармакологічні властивості і використання, лікарські форми і застосування — усе так, як у статті Глід криваво-червоний.